# لويس ستادلر
لويس ستادلر (بالإنجليزية: Lewis Stadler)‏ هو عالم وراثة أمريكي، ولد في 6 يوليو 1896 في سانت لويس في الولايات المتحدة، وتوفي في 12 مايو 1954 بسبب ابيضاض الدم.